# Мартуни (Гехаркуникская область)
Мартуни́ (арм. Մարտունի) — город в Армении в Гехаркуникской области. Население города — более 12 000 человек (на 2015 год). Мартуни является крупным центром пищевой промышленности в Армении. В окружающих сёлах и районах живёт примерно 100,000 человек.

## История
На территории современного города Мартуни ранее располагалось поселение Мец (Неркин) Кзнут. С 1830 по 1926 годы село называлось Неркин (Нижний) Каранлуг.
В 1926 году было переименовано в Мартуни, по псевдониму партийного деятеля А. Ф. Мясникова (Мясникяна). В 1930 году в Армянской ССР был образован Мартунинский район, административным центром которого стало село Мартуни.
С 1963 до 1995 года — поселок городского типа.
С 1995 года — город в составе Гегаркуникской области.

## География и климат
Мартуни расположен на юго-западном берегу высокогорного озера Севан, на расстоянии 130 км от Еревана. Высота над уровнем моря 1950 метров. На севере города находится лесная полоса вокруг озера Севан, где растут платан, ива, ель. На юге расположен Варденисский хребет. Три летних месяца — солнечные, весна и зима — мягкие. В городе используется система арыков для орошения земель. На плодородных почвах отлично растут картофель, помидоры, баклажаны и множество других овощных культур. Также в городе с успехом выращиваются грецкие орехи, черешня, вишня. Традиционные для Армении абрикосы, гранат и виноград из-за прохладного климата в городе практически не выращивают.

## Население
| Население в XIX — XX веках | Население в XIX — XX веках | Население в XIX — XX веках | Население в XIX — XX веках | Население в XIX — XX веках | Население в XIX — XX веках | Население в XIX — XX веках |
| -------------------------- | -------------------------- | -------------------------- | -------------------------- | -------------------------- | -------------------------- | -------------------------- |
| Год                        | 1831                       | 1897                       | 1926                       | 1939                       | 1959                       | 1981                       |
| Население, чел.            | 389                        | 1534                       | 2499                       | 3783                       | 5520                       | 10400                      |

По заявлению губернатора Гехаркуникской области, который сослался на данные ЮНИСЕФ[какие?], девочка, родившаяся в Мартуни 15 ноября 2022 года, стала 8-миллиардным жителем планеты.

## Искусство
В Мартуни существует картинная галерея, где представлено множество холстов в жанре соцреализма, а также картины местных художников.

## Спорт
В 1990 году в Мартуни был основан футбольный клуб Алашкерт.
В городе есть спортшкола 

## Галерея

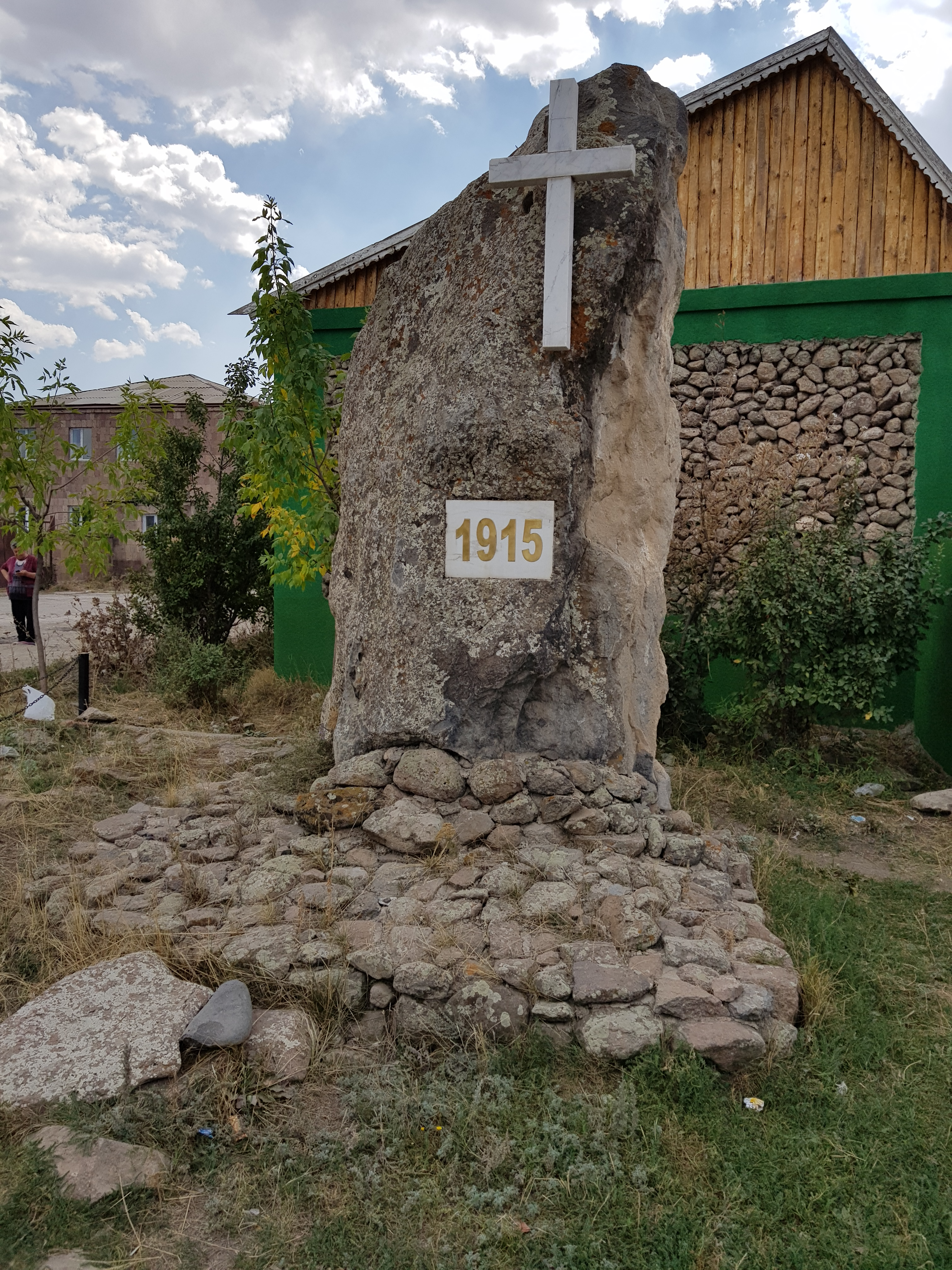
Хачкар в память о жертвах геноцида армян
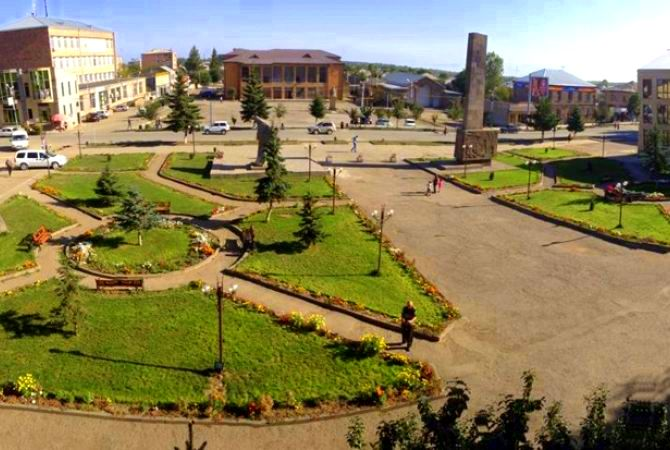
Центральная площадь
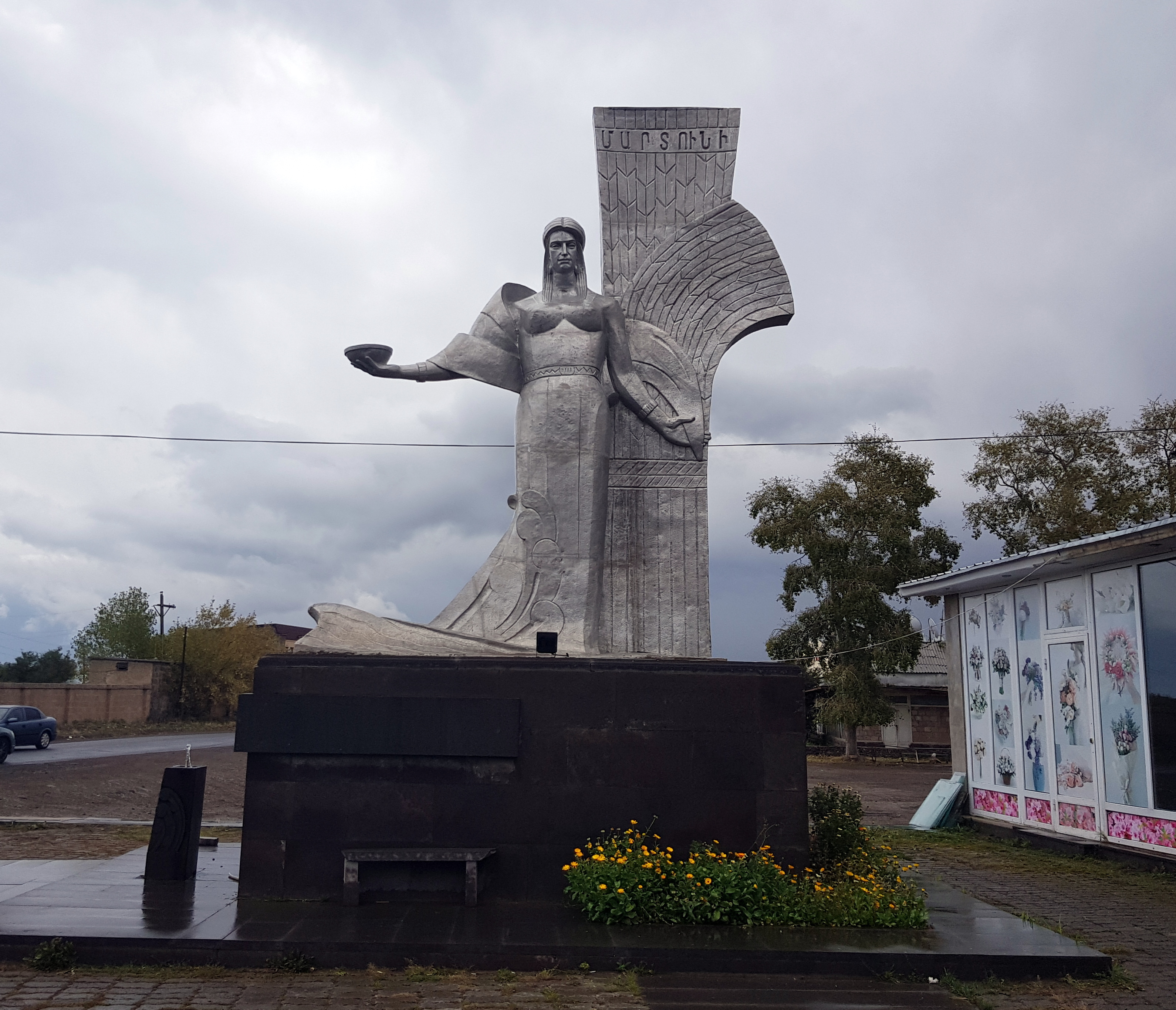
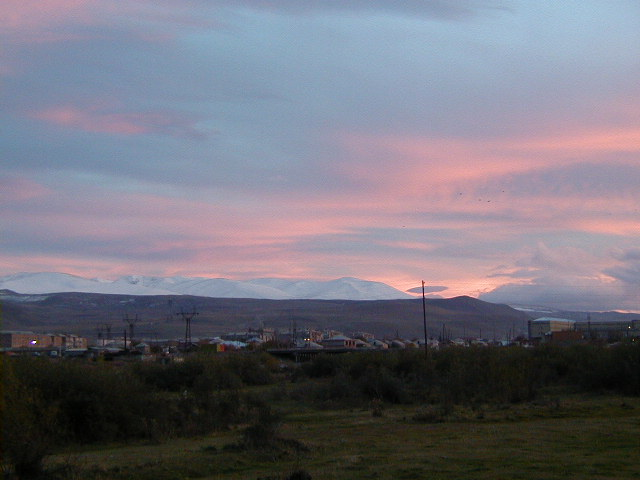
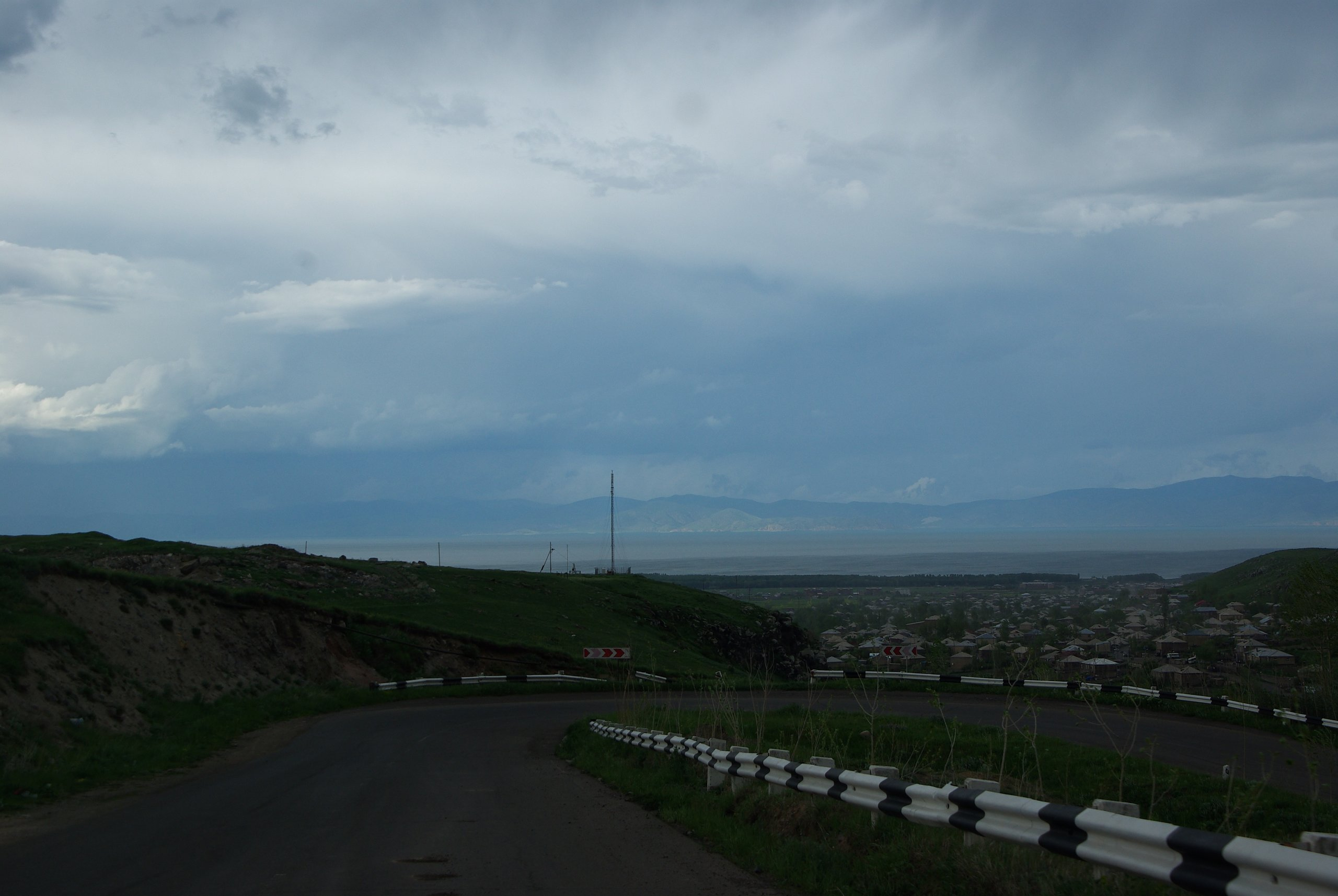
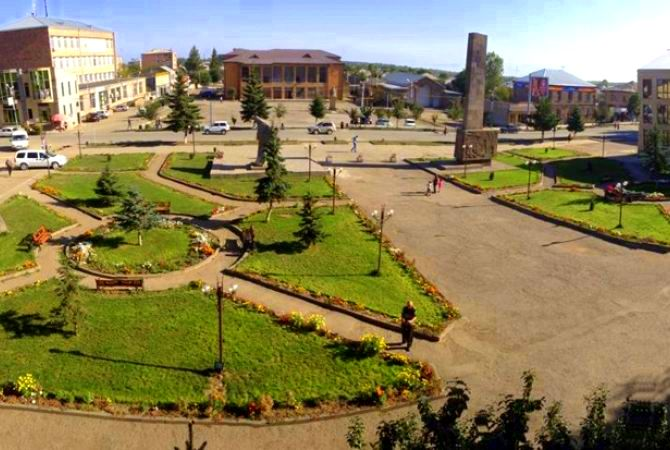
Центральная площадь

## Города-партнеры
- Кавала (с 2001 года)